# Cody Carpenter
Pour les articles homonymes, voir Carpenter.
Cody Carpenter (né John Cody Carpenter le 7 mai 1984 à Los Angeles) est un musicien et compositeur américain. Il est le fils du cinéaste et compositeur John Carpenter et de l'actrice Adrienne Barbeau.

## Biographie

### Jeunesse
John Cody Carpenter nait le 7 mai 1984 à Los Angeles en Californie. Son père est le réalisateur et compositeur John Carpenter et sa mère est l'actrice Adrienne Barbeau. Il commence à prendre des cours de piano dès son plus jeune âge et a toujours été entouré d'instruments aussi bien chez sa mère que chez son père, qui se séparent peu de temps après sa naissance,.
John Cody Carpenter commence à écrire de la musique à l'âge de 13 ans, mais admet qu'il « n'a rien écrit de qualité avant la vingtaine. » Il est désigné par son deuxième prénom « Cody » depuis sa naissance pour éviter toute confusion avec son père.

### Carrière
Les premières contributions majeures de Cody Carpenter sont comme claviériste sur les bandes originales des films Vampires (1998) et Ghosts of Mars (2001) réalisés par son père.
En 2005 et 2006, Cody Carpenter compose et interprète la musique de La Fin absolue du monde et Piégée à l'intérieur, deux épisodes de la série télévisée anthologique Les Maîtres de l'horreur réalisés par son père.
Il participe ensuite à l'album Lost Themes de son père sorti en 2015. Il s'agit de la première collaboration entre John Carpenter, Cody et Daniel Davies. Le trio poursuit l'année suivante avec Lost Themes II et se lancent même dans une tournée européenne et nord-américaine, interprétant des thèmes populaires des films de John Carpenter et des titres des deux albums Lost Themes. En 2017, ils publient Anthology: Movie Themes 1974-1998, album studio dans lequel sont réenregistrés de célèbres thèmes des films de John Carpenter.
En 2018, Cody Carpenter publie son premier projet solo en dehors de Bandcamp : l'album de rock progressif Cody Carpenter's Interdependence sur le label Blue Canoe Records. Il s'agit de son premier album dans une série sortie sur Blue Canoe Records et mettant en vedette des musiciens invités récurrents tels que Jimmy Haslip, Virgil Donati, Scott Seiver et Jimmy Branly. Suivront Force of Nature (2019) et Control (2020), avec les mêmes musiciens ainsi que PJ D'Atri, John Konesky et Junior Braguinha.
Il travaille également sous le pseudonyme Ludrium. Sous ce nom, sa musique s'oriente davantage vers la synthwave et synthpop, tout en conservant certains des styles du Rock progressif de ses œuvres précédentes. En 2018, il publie son premier album sous le nom de Ludrium, Reflections, sur le label Lakeshore Records. Il poursuit avec l'album Stargazer, sorti de manière indépendante en 2019. Cette même année, il collabore avec le Britannique Mark Day sur Shadow Spirits Vol 1. 影なる霊魂, bande originale Chiptune d'un jeu vidéo fictif.
Cody Carpenter joue également du clavier sur scène aux côtés de Vince DiCola dans plusieurs concerts en 2018 et 2019. Admiratif de Vince DiCola, il le cite comme influence majeure.
En 2018, Cody Carpenter compose, toujours accompagné de son père et de Daniel Davies, la musique originale du film Halloween (2018) de David Gordon Green. Le trio se retrouve en 2021 pour Lost Themes III: Alive After Death. En 2022, ils composent la musique de Firestarter de  Keith Thomas, adaptation du roman Charlie (Firestarter) de Stephen King, déjà adapté au cinéma avec Firestarter de Mark L. Lester, sorti en 1984. L'album studio Lost Themes IV (en) sort en mai 2024.
Contrairement à son travail de composition et à ses collaborations avec son père, le travail solo de Cody Carpenter s'inscrit davantage dans les genres du rock progressif et du jazz fusion. Il cite comme influences majeures des artistes tels que Genesis, ELP, Vince DiCola et T-Square. Entre 2014 et 2018, Cody Carpenter publie sur Bandcamp des albums solo.

## Œuvre

### Albums solo
- Cody Carpenter's Interdependence (2018)
- Force of Nature (2019)
- Control (2020)
- Piano Improvisations: The Major Arcana (2020)
- Memories and Dreams (2021)
- Balance of Extremes (2022)

### Compilations
- Neon Sludge 2014-2018 (2018)[15]
- Mind Over Matter 2014-2018 Vol. 1 (2018)
- Mind Over Matter 2014-2018 Vol. 2 (2018) [16]

Sous le pseudonyme Ludrium
- Reflections (2018)
- Stargazer (2019)
- The Legend of Ludrium (2020)[17]
- Alternate Universe Reimagined (2021)[18],[19]

### Albums collaboratifs
- Lost Themes (2015) (avec John Carpenter et Daniel Davies)
- Lost Themes II (2026) (avec John Carpenter et Daniel Davies)
- Anthology: Movie Themes 1974-1998 (2016) (avec John Carpenter et Daniel Davies)
- Shadow Spirits Vol 1. 影なる霊魂 (2018) (avec Mark Day)
- The Last Flight SHMUP Tribute Song (2019) (avec Brandon Klopp)
- Lost Themes III: Alive After Death (2021) (avec John Carpenter et Daniel Davies)
- Anthology II: Movie Themes 1976-1988 (2023) (avec John Carpenter et Daniel Davies)
- Lost Themes IV: Noir (2024) (avec John Carpenter et Daniel Davies)

### Filmographie
Sauf indication contraire, les informations mentionnées dans cette section peuvent être confirmées par la base de données cinématographiques IMDb,  présente dans la section « Liens externes ».
- 1998 : Vampires de John Carpenter (musicien)
- 2001 : Ghosts of Mars de John Carpenter (musicien)
- 2005-2006 : Les Maîtres de l'horreur (Masters of Horror, série TV) - épisodes La Fin absolue du monde (Cigarette Burns) et Piégée à l'intérieur (Pro-life)
- 2015 : Condemned d'Eli Morgan Gesner (musicien)
- 2018 : Halloween de David Gordon Green
- 2018 : The Devil's Playground (court métrage) de Nicholas D. Celano
- 2021 : Halloween Kills de David Gordon Green
- 2021 : Halloween Immortal (court métrage) de Brendan Kerrick
- 2022 : Firestarter de Keith Thomas[13]
- 2022 : Halloween Ends de David Gordon Green
- 2025 : Death of a Unicorn d'Alex Scharfman[20]
- prochainement : Cain (série TV) (également producteur de la série)